# Indeks Alforda
Indeks Alforda służy do pomiaru poziomu klasowego głosowania, a więc wskazuje na zjawisko występowania, bądź też niewystępowania związku między faktem przynależności do określonej klasy społecznej a zagregowanym sposobem podejmowania decyzji wyborczych. 
Indeks służy do pomiaru tzw. społecznych (klasowych) cech elektoratu, które mogą odgrywać określoną rolę w zachowaniach wyborczych. Umożliwia dokonywanie pomiaru zakresu, w jakim lewicowy poziom głosowania w ramach klasy robotniczej (głosy oddane na partie tworzące rodzinę ugrupowań lewicowych) pozostaje wyższy od lewicowego poziomu głosowania w ramach nowej klasy średniej. Im ta różnica jest większa (wartość indeksu wyższa), tym silniej świadczy to o występowaniu spójnego modelu klasowego głosowania, a klasa okazuje się zmienną, mającą wpływ na sposób zagregowanego zachowania elektoratu. 
Teoretyczna wartość indeksu rozciąga się od +100 (gdy cała klasa robotnicza głosuje na partie lewicowe) do -100 (gdy żaden przedstawiciel klasy robotniczej nie głosuje na partie lewicowe). Wartości indeksu zbliżające się do 0 (dodatnie) lub ujemne świadczą o procesie zaniku modelu klasowego głosowania lub jej braku. 
W krajach Europy Zachodniej obserwujemy tendencję spadku wartości indeksu, jednak różnice w jego poziomie między poszczególnymi krajami wciąż pozostają dość znaczne. Na przykład w Wielkiej Brytanii w 1964 roku poziom indeksu wyniósł 42, zaś w 1987 roku już tylko 25. W Niemczech w latach 1953-1987 spadł z poziomu 30 do 9. W wyborach w 1990 roku zarejestrowano 12% różnicę między wyborcami lewicowymi z klasy robotniczej a wyborcami lewicowymi z klasy średniej, przynajmniej jeżeli chodzi o kraje (landy) zachodnie. W pięciu nowych landach (wschodnich) jego wartość wyniosła natomiast -8 (negatywny model klasowego głosowania). W krajach skandynawskich poziom indeksu, pomimo ogólnej tendencji spadkowej, wciąż jest relatywnie wysoki - w Danii, Szwecji i Norwegii oscyluje pomiędzy 31-32. Może to świadczyć o tym, iż preferencje grupowe (klasowe) odgrywają w tej części Europy dużą rolę w procesie strukturyzacji zachowań wyborczych. 